# Cafasse
Cafasse (en français Cafas) est une commune italienne de la ville métropolitaine de Turin, dans la région Piémont.

## Administration
| Période                                  | Période  | Identité        | Étiquette    | Qualité |
| ---------------------------------------- | -------- | --------------- | ------------ | ------- |
| 14 juin 2004                             | En cours | Giorgio Prelini | lista civica |         |
| Les données manquantes sont à compléter. |          |                 |              |         |

### Hameaux
Monasterolo.

### Communes limitrophes
Balangero, Mathi, Lanzo Torinese, Germagnano, Villanova Canavese, Vallo Torinese, Fiano.